# تیاگو کروز رجیانی
تیاگو کروز رجیانی (به پرتغالی: Thiago Cruz Reggiani) مهاجم اهل برزیل است که در شهر سائوپائولو و در تاریخ ۱۵ ژوئیهٔ ۱۹۸۱ به دنیا آمده‌است.
تیاگو کروز رجیانی در تیم‌های فوتبال All Boys? ? سابقهٔ حضور دارد.